# 蜑形類
蜑形類（學名：Neritimorpha）在生物分类学之下是屬於腹足綱軟體動物的一個不分級支序。本分類群除了包括有陸上蝸牛，也包括深海笠螺及淡水螺。
本支序原為珍珠蜑螺總目（Neritopsina）。而根據Aktipis (2010)的優化支序分類學分析，本支序為單系群。

## 分類

### 1997年分類
根據大衛·R·林德柏格（David R. Lindberg）及溫斯頓·旁得（W.F. Ponder）在1996年出版的腹足纲分类表 (1997年)，珍珠蜑螺總目在原來前鳃亚纲演變而成的真腹足亞綱（Orthogastropoda）之下。
只有古輪螺科一個科的古輪螺總科（Palaeotrochoidea）是珍珠蜑螺總目的成員，但其目位置未定。詳見古輪螺科條目。

### 2005年分類
根據布歇特和洛克羅伊的腹足類分類 (2005年)#蜑形類，本分類是腹足類旗下六大支序之一，包括了以下三個分項：

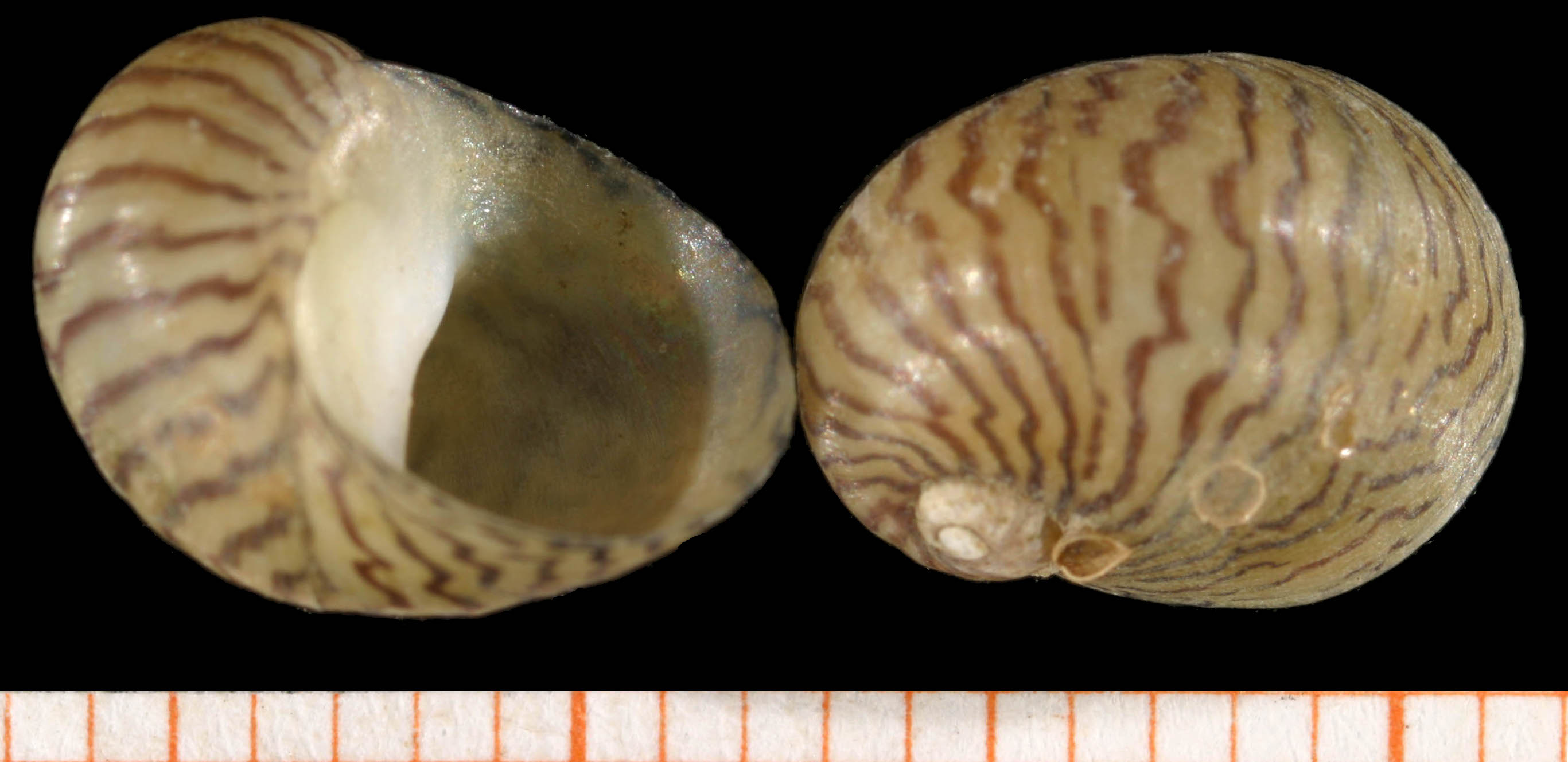
在淡水生活的蝸牛品種Theodoxus danubialis

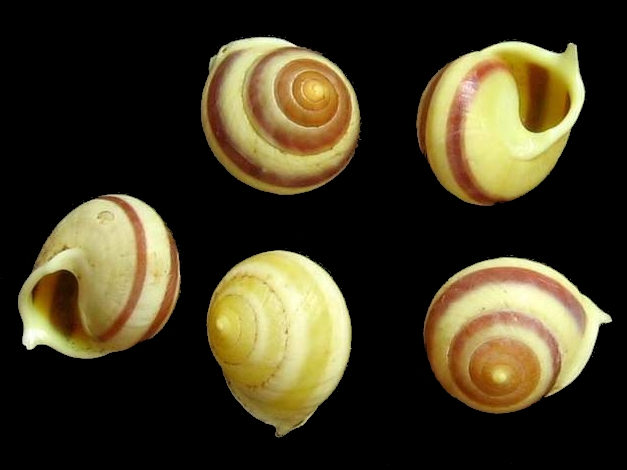
陸上種Helicina rostrata蝸牛的外殼

- † 地位未定古生代蜑形類物種（Paleozoic Neritimorpha of uncertain position）
- † clade Cyrtoneritimorpha
- 蜑形目 Cycloneritimorpha：旗下有四個有現生種的總科：
  - 樹螺總科（Helicinoidea Férussac, 1822）
  - Hydrocenoidea Troschel, 1857
  - 蜑螺總科（Neritoidea Rafinesque, 1815）
  - 珍珠蜑螺總科（Neritopsoidea Gray, 1847）

### 2017年分類
根據2017年末發表的《布歇特等人的腹足類分類》，蜑形類被提升到了亞綱級，成為蜑形亞綱，是腹足綱之下十大分類單元之一。在蜑形亞綱之下，原有的兩大支序成為了目級分類單元，其餘內容被撥入了一個「未分類」的群組。詳細如下：
- 蜑形目 Cycloneritida：即原來的Cycloneritimorpha支序，成員如下[7]：
  - 樹螺總科（Helicinoidea Férussac, 1822）
  - Hydrocenoidea Troschel, 1857
  - Superfamily Naticopsoidea Waagen, 1880 †
  - 蜑螺總科（Neritoidea Rafinesque, 1815）
  - 珍珠蜑螺總科（Neritopsoidea Gray, 1847）
  - Superfamily Symmetrocapuloidea Wenz, 1938 †
- Order Cyrtoneritida †：即原來的Cyrtoneritimorpha支序
- Order [unassigned] Neritimorpha (temporary name)

## 參看
詳細分類內容，請參看2005年《布歇特和洛克羅伊的腹足類分類》的「蜑形類」一節。